# Sietas Typ 167
Der Typ 167 ist ein Massengutschiffstyp der Sietas-Werft in Hamburg-Neuenfelde.

## Geschichte
Hergestellt wurde die Baureihe von 2001 bis 2005 in drei Einheiten, wobei das Kasko der Sandnes als Baunummer 1044 von der Mangalia-Werft aus Rumänien zugeliefert wurde. Eingesetzt werden die Schiffe in der nordeuropäischen Trampfahrt mit Steinen.

### Seeunfall derRocknes
Das zweite Schiff des Typs wurde nach Fertigstellung am 4. Mai 2000 in der Werft aufgelegt und erst im August 2001 als Kvitnes abgeliefert. Von November 2002 bis zum März 2003 wurde das Schiff bei der Keppel-Verolme-Werft in Rotterdam umfangreich zum weltweit größten Steinstürzer für Offshore-Fallrohrschüttungen umgebaut und in Rocknes umbenannt.

Am 19. Januar 2004 kenterte die Rocknes auf einer Reise von Eikefet nach Emden nach einer Grundberührung im Vatlestraumen. Dabei kamen 18 der 30 Besatzungsmitglieder ums Leben und etwa 227,5 Tonnen schweres Heizöl liefen aus. Das Schiff wurde später gehoben, in Polen repariert sowie in einigen Punkten umgebaut und schließlich Ende Juni 2005 unter dem Namen Nordnes wieder in Dienst gestellt.

## Technik
Die sieben Laderäume mit einem Rauminhalt von 20.046 m³ und verstärkter Tankdecke sind für den Transport von Steinen verschiedener Beschaffenheit eingerichtet. Die Schiffe wurden mit Selbstlöschanlagen des Herstellers MacGregor ausgerüstet.
Angetrieben werden die Schiffe der Baureihe von einem MaK 8 M 43 Dieselmotor, der auf einen Verstellpropeller wirkt, die An- und Ablegemanöver werden von einem Bugstrahlruder unterstützt.
Die Rümpfe wurden in Sektionsbauweise zusammengefügt.

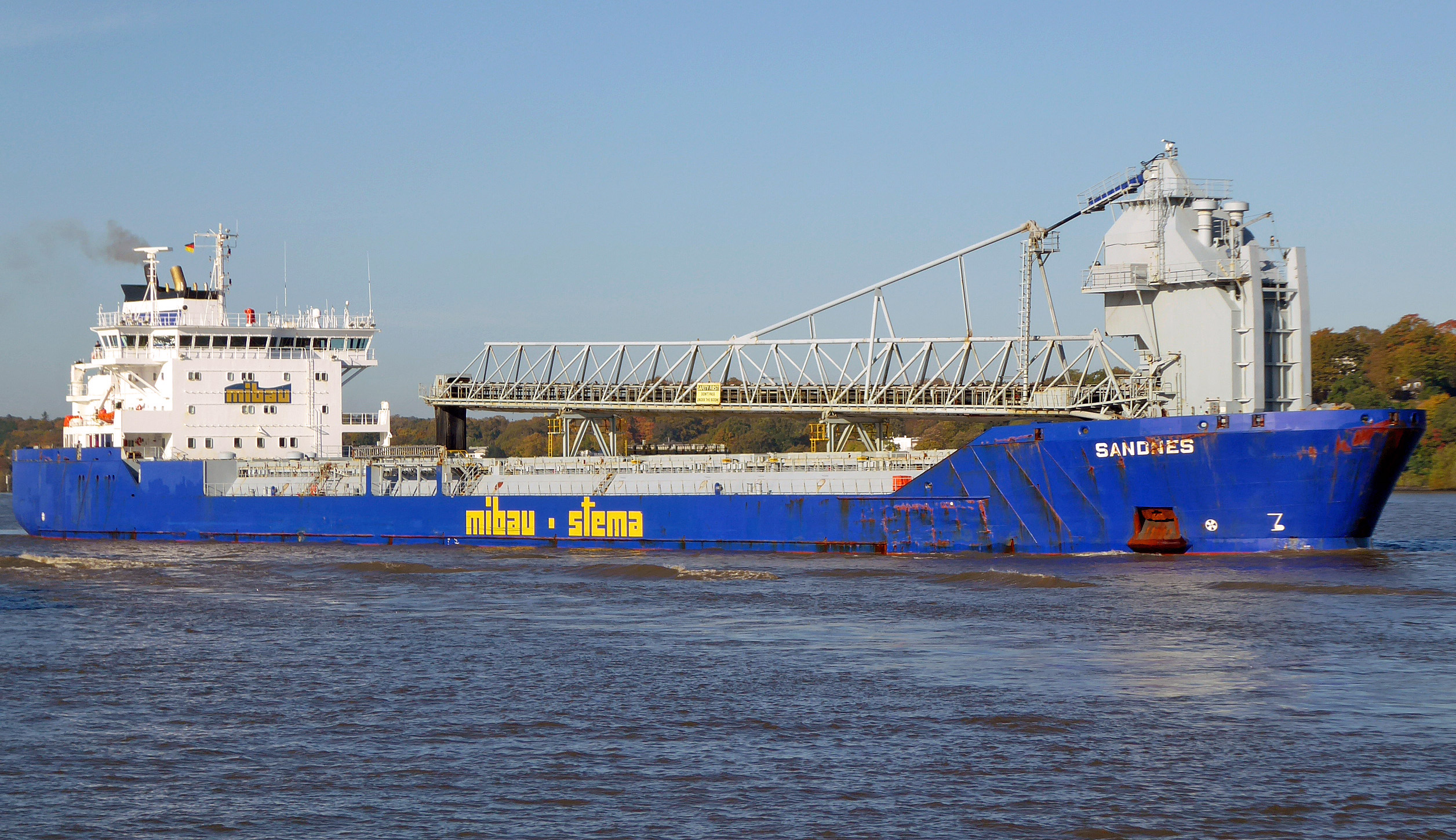
Sandnes auf der Elbe, 2023

## Die Schiffe
| Sietas Typ 167 | Sietas Typ 167 | Sietas Typ 167 | Sietas Typ 167                   | Sietas Typ 167                            | Sietas Typ 167                               |
| Bauname        | Bau- nummer    | IMO- Nummer    | Ablieferung                      | Auftraggeber                              | Umbenennungen und Verbleib                   |
| -------------- | -------------- | -------------- | -------------------------------- | ----------------------------------------- | -------------------------------------------- |
| Stones         | 1176           | 9226396        | 03.05.2000 17.04.2001 23.05.2001 | Reederei Hans-Jürgen Hartmann, Cadenberge | 2015 Donnacona, so 2024 in Fahrt             |
| Kvitnes        | 1177           | 9229910        | 04.05.2000 29.06.2001 17.08.2001 | Reederei Hans-Jürgen Hartmann, Cadenberge | 2003 Rocknes, 2005 Nordnes, so 2024 in Fahrt |
| Sandnes        | 1219           | 9306029        | 19.12.2003 26.09.2004 08.04.2005 | Reederei Hans-Jürgen Hartmann, Cadenberge | so 2024 in Fahrt                             |